# 蘿絲瑪麗·懷絲
蘿絲瑪麗·F·G·懷絲（英語：Rosemary F. G. Wyse，1957年1月26日—）是一名蘇格蘭天文學家，英國皇家天文學會會士（FRAS），也是約翰霍普金斯大學物理與天文學百年校友教授。

## 教育
懷絲於1977年畢業於倫敦瑪麗女王大學，獲得物理學和天文物理學一級理學士學位，並於1983年在劍橋大學獲得天體物理學博士學位。伯納德·瓊斯（Bernard Jones）是她的學術導師。

## 職業生涯
懷絲曾在普林斯頓大學和加州大學柏克萊分校從事博士後研究。她的主要研究領域是星系的形成、組成和演化。除了她的研究事業，懷絲還在2010年至2013年間擔任阿斯彭物理中心的第一位女性主席，並在2006年至2010年間擔任理事。

## 榮譽
- 國際崇德社阿米莉亞·愛哈特獎學金（1982年）[11][1][19]
- 英聯邦英語聯盟林德曼獎學金（1983年）[11][20][1]
- 美國天文學會安妮·坎農天文學獎（1986年）[21]
- 格羅寧根大學卡普泰恩天文研究所（英语：Kapteyn Astronomical Institute）布勞教授（2016年）[22][23]
- 美國天文學會動態天文學分會布勞威爾職業獎（英语：Brouwer Award (Division on Dynamical Astronomy)）（2016年）[24]
- 美國科學促進會會員（2016年）[25]
- 美國物理學會會士（2017年）[26][11][25]
- 美國天文學會遺產研究員（2020年）[11][25][27]